# Authieule
Authieule (picardisch: Eutieule) ist eine nordfranzösische Gemeinde mit 397 Einwohnern (Stand 1. Januar 2022) im Département Somme in der Region Hauts-de-France. Die Gemeinde gehört zum Kanton Doullens und ist Teil der Communauté de communes du Territoire Nord Picardie.

## Geographie
Die von der Départementsstraße D938 durchschnittene, an der Authie gelegene Gemeinde liegt unmittelbar an der Grenze der Picardie zum Département Pas-de-Calais und grenzt im Westen an Doullens, dessen Zentrum vier Kilometer entfernt liegt, und im Osten an die Gemeinde Amplier. Südlich der Authie liegt der Ortsteil Le Faubourg.

## Einwohner
| 1962 | 1968 | 1975 | 1982 | 1990 | 1999 | 2006 | 2010 |
| ---- | ---- | ---- | ---- | ---- | ---- | ---- | ---- |
| 250  | 247  | 283  | 300  | 319  | 356  | 329  | 364  |

## Verwaltung
Bürgermeister (maire) ist seit 2008 Michel Herbin.